# Blatonite
La blatonite è un minerale.

## Etimologia
Chiamato così in onore di Norbert Blaton (1945- ), cristallografo belga, specialista nella struttura dei minerali di uranio.